# Bolan (Iowa)
Bolan è un census-designated place (CDP) degli Stati Uniti d'America, situato nello stato dell'Iowa, nella contea di Worth. Secondo il censimento del 2020 gli abitanti di Bolan ammontavano a 32.

## Storia
Bolan venne fondata nel 1886 dopo la costruzione di una ferrovia nella zona. Il catasto della città venne fatto l'anno dopo.
Nel 1989 tutti gli abitanti della città apparvero nel Late Night with David Letterman.